# Grete Hermann
Grete Hermann (também conhecida como Grete Henry ou Grete Henry-Hermann; Bremen, 2 de março de 1901 — Bremen, 15 de abril de 1984) foi uma filósofa e matemática alemã.
Estudou matemática em Göttingen, sob orientação de Emmy Noether, onde recebeu seu doutorado em 1926, com a tese Die Frage der endlich vielen Schritte in der Theorie der Polynomideale, publicada em Mathematische Annalen, sendo o trabalho inicial sobre álgebra computacional. Este trabalho é o primeiro a estabelecer a existência de algoritmos (incluindo nível de complexidade) para muitos dos problemas básicos da álgebra abstrata, tais como agrupamentos ideais para anéis polinomiais. O Algoritmo de Hermann para decomposição primária é ainda usado hoje.
Como uma filósofa, Hermann tinha um interesse particular pelos fundamentos da física. Em 1935 descobriu uma falha na suposta prova de John von Neumann de 1932 que uma teoria de variáveis ocultas da mecânica quântica era impossível. Este resultado passou despercebido pela comunidade cientifica até que foi redescoberto por John Stewart Bell.